# Le Calvaire de Flora Winters
Le Calvaire de Flora Winters (The Life of Vergie Winters) est un film américain réalisé par Alfred Santell, sorti en 1934.

## Synopsis
Pour sauver les apparences, un homme politique ambitieux se marie, alors qu'il continue à entretenir secrètement sa maîtresse. Elle refuse d'entraver sa carrière, même après être tombée enceinte.

## Fiche technique
- Titre original : The Life of Vergie Winters
- Réalisation : Alfred Santell
- Scénario : Jane Murfin, d'après le roman The Life of Vergie Winters de Louis Bromfield[1]
- Producteur : Pandro S. Berman
- Photographie : Lucien N. Andriot
- Costumes : Walter Plunkett
- Musique : Max Steiner
- Montage : George Hively
- Pays de production :  États-Unis
- Distributeur : RKO Radio Pictures
- Dates de sortie :
  - États-Unis : 14 juin 1934 (New York)
  - États-Unis : 22 juin 1934
  - France : 21 septembre 1934

 Sauf indication contraire, les informations mentionnées dans cette section peuvent être confirmées par la base de données cinématographiques IMDb,  présente dans la section « Liens externes ».

## Distribution
- Ann Harding : Vergie Winters
- John Boles : John Shadwell
- Helen Vinson : Laura Shadwell
- Betty Furness : Joan Shadwell
- Frank Albertson : Ranny Truesdale
- Lon Chaney Jr. : Hugo McQueen
- Sara Haden : Winnie Belle
- Molly O'Day : Sadie
- Ben Alexander : Barry Preston
- Donald Crisp : Mike Davey
- Maidel Turner : Ella Heenan
- Cecil Cunningham : Pearl Turner

## Réception
Le film a été un échec financier pour RKO. Lors de sa sortie, le film a été condamné par l'archidiocèse catholique de Chicago au motif qu'il est « immoral and indecent ».